# Tweedehands

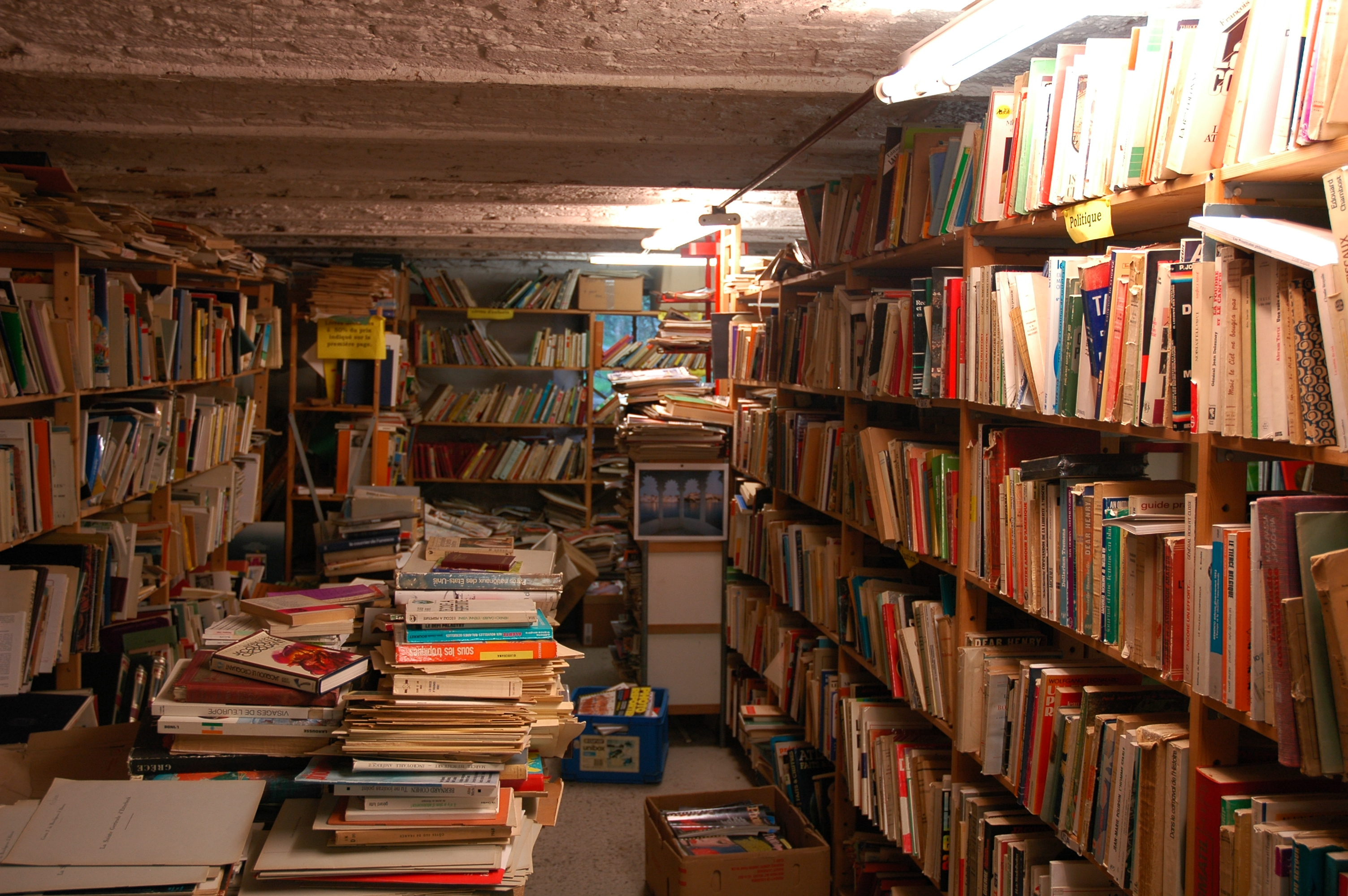
Een tweedehandsboekhandel

Tweedehands is de aanduiding voor goederen die al bij iemand anders in eigendom voor het gebruik zijn geweest. Hier wordt het begrip "hand" gebruikt voor eigendom.
Tweedehands heeft een wat stoffig imago. Tweedehands (kinder)kleding en meubels ouder dan een jaar of 30 wordt echter door sommigen als "hip" beschouwd en vintage genoemd.
Niet alle spullen in tweede hand, zoals motorrijtuigen, onroerende goederen of gelijkwaardige duurzame gebruiksvoorwerpen (zoals boten, vliegtuigen of juwelen) waarbij het gebruik is voor lange tijd voorzien, worden als tweedehands gezien. Hiervoor gebruikt men termen als "gebruikt". Een antiquair (meubels, voorwerpen) en een antiquaar (boeken, prenten) verkopen voorwerpen die niet nieuw zijn, maar door hun zeldzaamheid en verzamelwaardigheid juist des te waardevoller.

## Online handelsplaatsen
Op het internet is het mogelijk tweedehands artikelen te kopen en verkopen, via onder meer advertentiesites en veilingsites. Voor bepaalde tweedehands artikelen, zoals boeken, mobiele telefoons en kinderkleding, bestaan gespecialiseerde webwinkels.
Een nieuwe ontwikkeling zijn de verkoopwinkels, waar de uitbater tegen commissie andermans eigendommen te koop aanbiedt op advertentiesites.

### Risico's
Door het anonieme karakter van online kopen en verkopen zijn er altijd mensen die misbruik proberen te maken van het vertrouwen van anderen. Tweedehands aankopen doen neemt daarom de nodige risico's met zich mee, zeker als men nooit fysiek de verkoper en het artikel krijgt te zien en de transactie via digitale betalingsroutes loopt en de spullen met de post worden verzonden. Oplichting en het kopen van een kat in de zak zijn dus aan de orde van de dag op websites als Marktplaats.nl.
Om deze risico's te beperken geeft bijvoorbeeld Marktplaats.nl haar leden advies over veilig online handelen. Zo wordt altijd geadviseerd goederen zelf op te halen en het niet laten versturen en wordt afgeraden grote bedragen over te maken naar onbekenden. Sinds kort biedt Marktplaats.nl ook de kopersbescherming, wanneer men gebruikmaakt van betaling met PayPal. Wanneer een gebruiker dit doet is hij verzekerd tot een bedrag van 200 euro. Wordt een artikel dus niet geleverd door de verkoper en is het wel betaald, dan dekt PayPal de schade tot een bedrag van 200 euro.
Ook zijn er bedrijven die inspelen op de risico's van online handelen. Sommige websites verkopen tweedehands goederen met een niet goed, geld terug-garantie. De voordelen hiervan zijn dat de koper met vertrouwen tweedehands artikel kan kopen, zonder het risico te lopen opgelicht te worden en lang onderhandelen met de verkoper. Vaak zijn de goederen echter wel duurder dan wanneer men deze bij een particulier op een van de handelsplaatsen zou kopen.